# Invenzione del telefono
L'invenzione del telefono è stata possibile solo grazie al lavoro svolto da più persone che ha dato origine a una serie di cause legali relative alle rivendicazioni di brevetto di diversi individui e numerose aziende. Tra i personaggi più noti troviamo Antonio Meucci, Johann Philipp Reis, Elisha Gray e Alexander Graham Bell.

## Sviluppo iniziale
Il concetto di telefono risale al telefono a corda o telefono degli innamorati, che era costituito da due diaframmi collegati da una corda tesa o da un filo. Le onde sonore venivano trasmesse sotto forma di vibrazioni meccaniche lungo la corda o il filo, passando così da un diaframma all'altro. L'esempio classico è il telefono di latta, un giocattolo per bambini realizzato collegando le due estremità di uno spago al fondo di due lattine di metallo, bicchieri di carta o oggetti simili. L'idea fondamentale di questo giocattolo risiedeva nel concetto secondo cui un diaframma potesse riconvertire le vibrazioni ricevute, riproducendo il suono della voce per riprodurla a distanza. Un primo precursore dello sviluppo del telefono elettromagnetico vide la luce nel 1833, quando Carl Friedrich Gauss e Wilhelm Eduard Weber inventarono un dispositivo elettromagnetico per la trasmissione di segnali telegrafici presso l'Università di Gottinga, nella Bassa Sassonia, contribuendo a creare le basi fondamentali per la tecnologia che è stata poi utilizzata in dispositivi di telecomunicazione simili. Si ritiene che l'invenzione di Gauss e Weber sia considerabile il primo telegrafo elettromagnetico al mondo.

### Pagina di Charles Grafton
Nel 1840, l'americano Charles Grafton Page fece passare una corrente elettrica attraverso una bobina di filo posta tra i poli di una calamita a ferro di cavallo. Osservò che collegando e scollegando la corrente, il magnete emetteva un suono stridente. Chiamò questo effetto "musica galvanica".

### Innocenzo Manzetti
Innocenzo Manzetti concepì l'idea di un telefono già nel 1844 e potrebbe averne realizzato uno nel 1864, come miglioramento di un automa da lui costruito nel 1849.
Charles Bourseul fu un ingegnere telegrafico francese che, nel 1854, propose (ma non realizzò) il primo progetto di telefono "make-and-break". Fu più o meno lo stesso periodo in cui Meucci affermò in seguito di aver realizzato il suo primo tentativo di telefono in Italia.
Bourseul disse: "Supponiamo che un uomo parli vicino a un disco mobile sufficientemente flessibile da non perdere nessuna delle vibrazioni della voce; che questo disco possa mettere in comunicazione o interrompere alternativamente la corrente di una batteria: potreste avere a distanza un altro disco capace di eseguire le stesse vibrazioni in simultanea... Sono certo che, in un futuro più o meno lontano, i discorsi potranno essere trasmessi attraverso un impulso elettrico. Ho fatto esperimenti in questa direzione; sono delicati e richiedono tempo e pazienza, ma le approssimazioni ottenute promettono risultati favorevoli".

### Antonio Meucci
Uno dei primi dispositivi di comunicazione fu inventato intorno al 1854 da Antonio Meucci, che lo chiamò telettrofono (lit.Template:Tsp"telectrophone"). Nel 1871 Meucci presentò un'eccezione di brevetto all'ufficio brevetti degli Stati Uniti. Nella sua clausola viene descritta la sua invenzione, ma non vengono menzionati il diaframma, l'elettromagnete, la conversione del suono in onde elettriche, la conversione delle onde elettriche in suono o altre caratteristiche essenziali di un telefono elettromagnetico.

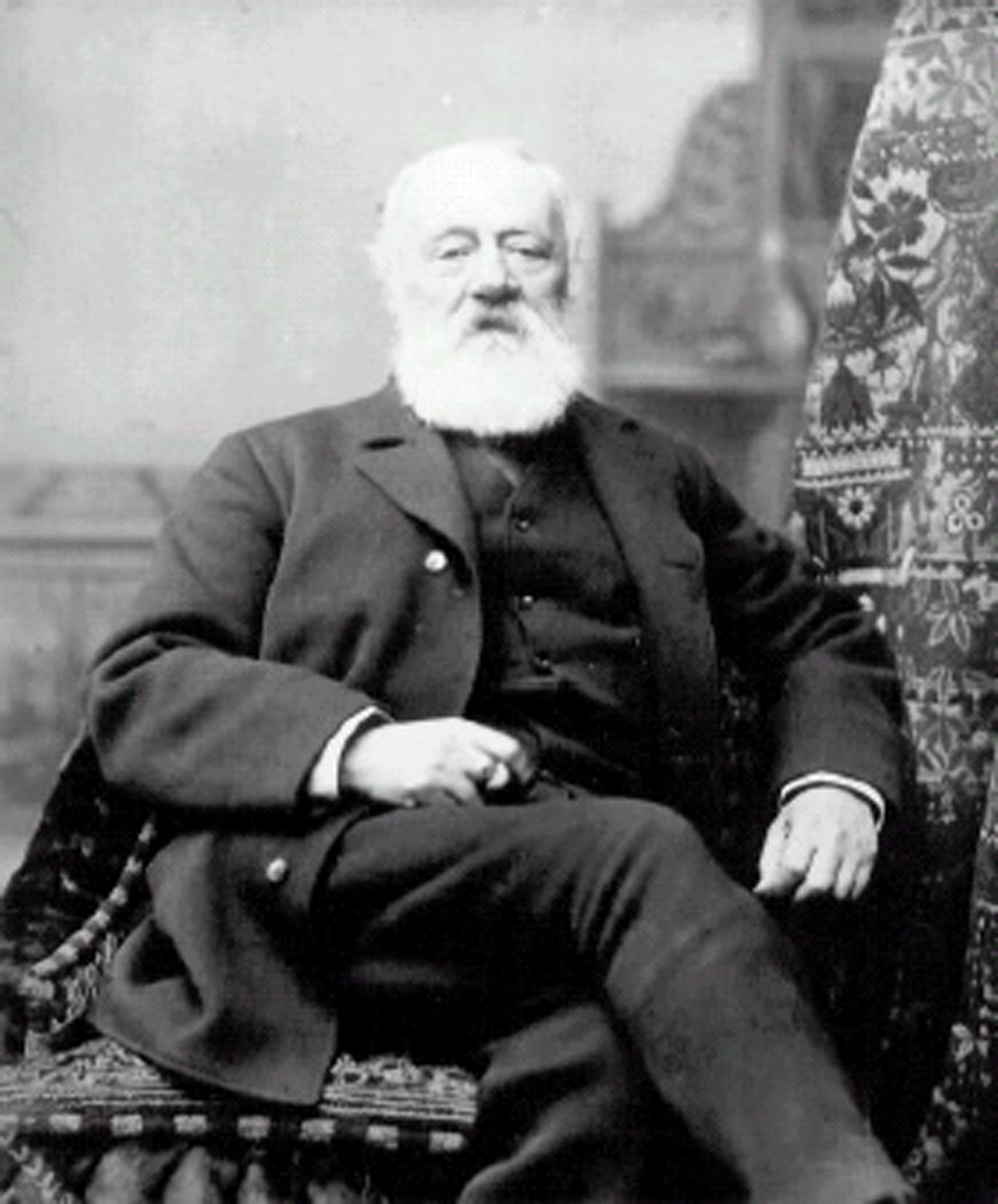
Antonio Meucci, c. 1880

La prima dimostrazione americana dell'invenzione di Meucci ebbe luogo a Staten Island, New York nel 1854. Nel 1861, pare che una sua descrizione sia stata pubblicata su un quotidiano newyorkese in lingua italiana, anche se fino a oggi non è sopravvissuta alcuna copia nota di quel numero di giornale o di quell'articolo. Meucci affermò di aver inventato un trasmettitore e un ricevitore elettromagnetici abbinati, in cui il movimento di un diaframma modulava un segnale su di una bobina muovendo un elettromagnete, sebbene ciò non fosse menzionato nella clausola di salvaguardia del brevetto statunitense del 1871. Un'ulteriore discrepanza osservata era che il dispositivo descritto nell'avvertenza del 1871 impiegava un solo filo conduttore, mentre i trasmettitori-ricevitori del telefono erano isolati da un percorso di "ritorno a terra".
Meucci studiò per molti anni i principi della trasmissione elettromagnetica della voce e nel 1856 riuscì a realizzare il suo sogno di trasmettere la voce tramite fili. Installò un dispositivo simile a un telefono nella sua casa per poter comunicare con la moglie che in quel momento era ammalata. Alcune note di Meucci presumibilmente scritte nel 1857 descrivono il principio di base della transmissionTemplate:HspTemplate:MdashTemplate:Hsp vocali elettromagneticatransmissionTemplate:HspTemplate:MdashTemplate:Hspo in altre parole, il telefono.
Negli anni '80 dell'Ottocento a Meucci venne attribuita l'invenzione del caricamento induttivo dei cavi telefonici per potenziare i segnali a lunga distanza. Le gravi ustioni riportate in un incidente, la mancanza della lingua inglese e le scarse capacità commerciali impedirono a Meucci di sviluppare commercialmente le sue invenzioni in America. Nel 1849 Meucci presentò un primo strumento a L'Avana, Cuba; tuttavia, e possibile si trattasse di una variante del telefono a corda che utilizzava fili. A Meucci viene inoltre attribuita l'invenzione del circuito anti-sidetone. Tuttavia, la sua soluzione al problema del sidetone era quella di mantenere due circuiti telefonici separati e quindi utilizzare il doppio dei cavi di trasmissione. Il circuito anti-sidetone introdotto successivamente dalla Bell Telephone risolveva invece il problema attraverso un processo di feedback.
Si dice che un laboratorio dell'American District Telegraph (ADT) abbia perso alcuni modelli funzionanti di Meucci, che sua moglie si sia sbarazzata di altri e che Meucci, che a volte viveva di sussidi pubblici, abbia scelto di non rinnovare il suo brevetto del 1871 sul teletrofono dopo il 1874.
Nel 2002 la Camera dei rappresentanti degli Stati Uniti ha approvato una risoluzione in cui si afferma che Meucci ha svolto un lavoro pionieristico nello sviluppo del telefono. Nella risoluzione si affermava che "se Meucci fosse stato in grado di pagare la tassa di 10 dollari per mantenere la clausola dopo il 1874, alla Bell non sarebbe stato possibile rilasciare alcun brevetto".
La risoluzione Meucci del Congresso degli Stati Uniti fu subito seguita da una mozione legislativa del 37° Parlamento canadese, che dichiarava Alexander Graham Bell l'inventore del telefono. In Canada altri non erano d'accordo con la risoluzione del Congresso e alcuni criticavano sia la sua accuratezza che il suo intento.

#### Cronologia dell'invenzione di Meucci
Il direttore generale in pensione dell'Istituto centrale di ricerca sulle telecomunicazioni (CSELT) della Telecom Italia, Basilio Catania,  e la Federazione Italiana di Elettrotecnica hanno dedicato un Museo ad Antonio Meucci, ricostruendo una cronologia dettagliata della sua invenzione del telefono e ripercorrendo la storia dei due processi giudiziari che coinvolsero Meucci e Alexander Graham Bell.
Affermano che il vero inventore del telefono fu Meucci e basano la loro argomentazione su prove ricostruite. Quanto segue, se non diversamente specificato, è una sintesi della loro ricostruzione storica. 
- Meucci separò le due direzioni di trasmissione per eliminare il cosiddetto "effetto locale", adottando quello che oggi chiameremmo un circuito a 4 fili. Costruì un semplice sistema di chiamata con un manipolatore telegrafico che mandava in cortocircuito lo strumento del chiamante, producendo nello strumento del chiamato una successione di impulsi (clic) molto più intensi di quelli di una normale conversazione. Poiché era consapevole che il suo dispositivo richiedeva una banda più grande di quella di un telegrafo, trovò un modo per evitare il cosiddetto "effetto pelle" mediante un trattamento superficiale del conduttore o intervenendo sul materiale (rame invece che ferro). Utilizzò con successo una treccia di rame isolata, anticipando così il filo litz utilizzato da Nikola Tesla nelle bobine RF.
- Nel 1864 Meucci affermò di aver realizzato il suo "miglior dispositivo", utilizzando un diaframma di ferro con spessore ottimizzato e saldamente fissato lungo il bordo. Lo strumento era alloggiato in una scatola di sapone da barba, il cui coperchio bloccava il diaframma.
- Nell'agosto del 1870, Meucci affermò di essere riuscito a trasmettere la voce umana articolata a un miglio di distanza utilizzando come conduttore una treccia di rame isolata con cotone. Chiamò il suo apparecchio "teletrofono". Disegni e appunti di Antonio Meucci datati 27 settembre 1870, mostrano bobine di filo su linee telefoniche a lunga distanza.  Nel dipinto realizzato da Nestore Corradi nel 1858 è riportata la frase "Corrente elettrica dal tubo induttore".

Le informazioni appena riportate sono state pubblicate nel Supplemento Scientific American n. 520 del 19 dicembre 1885,  sulla base di ricostruzioni prodotte nel 1885, per le quali non esistevano prove contemporanee precedenti al 1875. L'avvertenza di Meucci del 1871 non menzionava nessuna delle caratteristiche telefoniche in seguito attribuitegli dal suo avvocato, e che furono pubblicate in quel supplemento di Scientific American, una delle ragioni principali della perdita della causa per violazione di brevetto "Bell contro Globe e Meucci", che fu decisa contro Globe e Meucci.

### Johann Philipp Reis

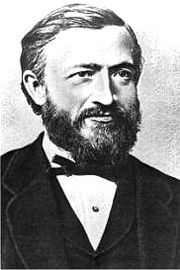
Johann Philipp Reis

Il telefono Reis fu sviluppato a partire dal 1857. A quanto pare, il trasmettitore era difficile da utilizzare, poiché la posizione relativa dell'ago e del contatto erano fondamentali per il funzionamento del dispositivo. Pertanto può essere definito un "telefono", poiché trasmetteva elettricamente i suoni vocali a distanza, ma non era certo un telefono commercialmente utile nel senso moderno del termine.
Nel 1874 il dispositivo Reis venne testato dalla società britannica Standard Telephones and Cables (STC). I risultati hanno anche confermato che è possibile trasmettere e ricevere discorsi con buona qualità (fedeltà), ma con un'intensità relativamente bassa.
La nuova invenzione di Reis venne presentata in una conferenza tenuta alla Società di Fisica di Francoforte il 26 ottobre 1861 e in una descrizione da lui stesso scritta per il Jahresbericht un mese o due dopo. Ciò creò un notevole entusiasmo scientifico in Germania; modelli di questo oggetto vennero inviati all'estero, a Londra, Dublino, Tiflis e in altre località. Divenne argomento di conferenze divulgative e articolo di gabinetto scientifico.
Thomas Edison testò l'attrezzatura Reis e scoprì che "singole parole, pronunciate come nella lettura, nel parlato e simili, erano percepibili indistintamente, nonostante anche qui le inflessioni della voce, le modulazioni di interrogazione, meraviglia, comando, ecc., raggiungessero un'espressione distinta".  Utilizzò il lavoro di Reis per lo sviluppo di successo del microfono a carbone . Edison riconobbe il suo debito nei confronti di Reis in questo modo:
Il primo inventore del telefono fu il tedesco Phillip Reis, che era solo un musicista e non un arrangiatore. La prima persona a esporre pubblicamente un telefono per la trasmissione di messaggi vocali articolati fu AG Bell. Il primo telefono commerciale pratico per la trasmissione di messaggi vocali articolati è stato inventato da me. I telefoni utilizzati in tutto il mondo sono il mio e quello della Bell. Il mio serve per trasmettere. Quello di Bell è usato per ricevere.